# August Holmgren (Tennisspieler)
August Holmgren (* 22. April 1998 in Espergærde) ist ein dänischer Tennisspieler.

## Karriere
Holmgren spielte bis 2016 auf der ITF Junior Tour. Dort konnte er mit Rang 78 seine höchste Notierung in der Jugend-Rangliste erreichen. Er konnte sich für keines der Grand-Slam-Turniere qualifizieren.
Von 2017 bis 2022 studierte er an der University of San Diego im Bereich Theater. Währenddessen spielte er College Tennis und auch Profi-Tennisturniere auf der ITF Future Tour. Ersten Erfolg dort hatte er durch Finaleinzüge 2019 und 2021 im Einzel sowie ein weiteres erreichtes Halbfinale. Im Doppel konnte er 2021 zwei Finals erreichen, von denen er eines gewann. 2017 gab Holmgren sein Debüt für die dänische Davis-Cup-Mannschaft in der Partie gegen Norwegen. 2021 spielte er zwei weitere Begegnungen, die er allesamt gewann. Seine Bilanz steht somit bei 5:0. Sein größtes Turnier spielte Holmgren Ende 2021 in San Diego, als er in der Qualifikation die Nummer 75 der Welt, Jordan Thompson, besiegte und dann Salvatore Caruso unterlag, aber als Lucky Loser dennoch ins Hauptfeld seines ersten Turniers der ATP Tour kam. Dort unterlag er deutlich dem Bulgaren Grigor Dimitrow. Aktuell steht er im Einzel und Doppel jeweils auf seinem Karrierehoch.

## Erfolge
| Legende (Anzahl der Siege) |
| Grand Slam                 |
| ATP Finals                 |
| ATP Tour Masters 1000      |
| ATP Tour 500               |
| ATP Tour 250               |
| ATP Challenger Tour (5)    |

### Einzel

#### Turniersiege
| Nr. | Datum          | Turnier    | Belag     | Finalgegner          | Ergebnis      |
| --- | -------------- | ---------- | --------- | -------------------- | ------------- |
| 1.  | 21. Juli 2024  | Pozoblanco | Hartplatz | Antoine Escoffier    | 3:6, 6:3, 6:4 |
| 2.  | 4. August 2024 | Porto      | Hartplatz | Alejandro Moro Cañas | 7:63, 7:66    |
| 3.  | 20. Juli 2025  | Granby     | Hartplatz | Liam Draxl           | 6:3, 6:3      |